# Wisconsin card sorting test

Le Wisconsin Card Sorting Test (WCST) ou test de classement des cartes de Wisconsin est un test neuropsychologique élaboré par David A. Grant et Esta A. Berg en 1948. Ce test évalue la flexibilité mentale, c'est un indice de raisonnement abstrait, sur la formation de concepts et de stratégies de réponse à l'évolution des contingences contextuelles.

## Constitution du Wisconsin Card Sorting Test (WCST)
On présente au patient quatre cartes qui vont lui servir de stimuli de base.

Vision du WCST en version numérique

Les cartes diffèrent en fonction des formes qui y sont dessinées, de la couleur et du nombre de celles-ci.
On demande au participant d'associer une à une les 128 cartes avec l'une des quatre cartes de base.
L'examinateur décide si les cartes doivent être classées par couleur, forme ou quantité. En revanche, tout au long du test il ne dit pas au patient comment classer les cartes, il lui indique seulement si l'association avec la carte de base qu'il réalise est bonne ou mauvaise.
Pendant le test les règles d'association vont changer après un nombre consécutif d'associations correctes.
Les règles vont changer sans en informer le patient, l'examinateur va simplement indiquer si l'association avec la carte de base qu'il réalise est bonne ou mauvaise.
L'examinateur ou l’ordinateur pour la version numérique, mesure le temps mis pour comprendre et prendre en compte les nouvelles règles ainsi que le nombre d'erreurs faites avant la compréhension de la nouvelle règle.
Dans la version originale on utilisait des cartes en papier, mais depuis les années 1990 il existe une version numérique. La version la plus récente est celle de Microsoft Windows-compatible dans sa version 4.0.
Le Wisconsin Card Sorting Test (WCST) dure environ 12 à 20 minutes.
Ce test peut être administré aux personnes de 6 ans et demi à 89 ans.

## Apports cliniques et neurologiques
Ce test est largement utilisé par les neuropsychologues, les psychologues cliniciens, les neurologues et les psychiatres avec des patients qui ont des lésions cérébrales, des maladies neurodégénératives ou des pathologies mentales comme la schizophrénie.
Le test du Wisconsin permet d'établir un dysfonctionnement des lobes frontaux avec des lésions cérébrales. En effet, une fois que le sujet a trouvé la bonne règle d'association il doit maintenir ce principe jusqu'à ce qu'elle change. La nouvelle règle trouvée, il doit alors inhiber l'ancienne, désormais non pertinente.
Les patients ayant des lésions frontales ne réussissent généralement pas ce test, en particulier les sujets avec des lésions dorsolatérales du lobe frontal qui tendent à persévérer dans leurs anciennes règles d'association.
La plupart des études sur les liens entre imagerie cérébrales et le WCST montrent une augmentation dans l'activité métabolique et neurale dans les régions corticales frontales et préfrontales,.
Néanmoins des recherches ont démontré que le Wisconsin card sorting test implique aussi un réseau neural distribué des régions corticales et sous corticales,.